# Račice (Ilirska Bistrica, Slovenija)
Račice je naselje u slovenskoj Općini Ilirskoj Bistrici. Račice se nalaze u pokrajini Notranjskoj i statističkoj regiji Notranjsko-kraškoj. 

## Stanovništvo
Prema popisu stanovništva iz 2002. godine naselje je imalo 160 stanovnika.